# Heteropoda grooteeylandt
Heteropoda grooteeylandt är en spindelart som beskrevs av Davies 1994. Heteropoda grooteeylandt ingår i släktet Heteropoda och familjen jättekrabbspindlar.
Artens utbredningsområde är Northern Territory, Australien. Inga underarter finns listade i Catalogue of Life.